# Jane McNeill
Jane McNeill-Balter (* 21. Juni 1966 in Whiteville, North Carolina) ist eine US-amerikanische Schauspielerin. Einem größeren Publikum wurde sie durch die Rolle der Patricia in der AMC-Fernsehserie The Walking Dead bekannt.

## Leben
McNeill wurde als Tochter von John McNeill und Margaret Powell McNeill im US-Bundesstaat North Carolina geboren und kam schon im Kindesalter mit der Schauspielerei und dem Theater in Berührung. Sie studierte Journalismus an der University of North Carolina at Chapel Hill und schloss diesen mit einem Bachelor ab. 1990 zog sie schließlich nach Chicago, Illinois um sich dem Schauspielen zu widmen. Auf einer Schule unterrichtete McNeill Schauspielerei und Englische, ehe sie 1999 wieder nach North Carolina zurückkehrte. Nachdem sie ausschließlich im Theater tätig gewesen war, spielte sie seit 2011 in mehreren Film- und Fernsehproduktionen mit. Mit der Rolle der Patricia in der zweiten Staffel der Horrorserie The Walking Dead wurde sie relativ früh einem großen Publikum bekannt.
McNeill ist seit 1996 verheiratet, Mutter von zwei Kindern und lebt mit ihrer Familie in Wilmington.

## Filmografie
- 2011: Don’t Know Yet
- 2011–2012: The Walking Dead (Fernsehserie, 11 Episoden)
- 2012: The Bay – Nach Angst kommt Panik
- 2012: Hornt’s Nest
- 2013: Bonnie und Clyde: Dead and Alive (Fernsehserie, 1 Episode)
- 2013: Prisoners
- 2013: Dallas Buyers Club
- 2013: Mein Leben mit Robin Hood
- 2014: Rectify (Fernsehserie, 1 Episode)
- 2014: The Devil’s Hand
- 2015: Magic Mike XXL
- 2015: Mississippi Grind
- 2015: Dolly Parton’s Coat of Many Colors
- 2016: Dolly Parton’s Christmas of Many Colors: Circle of Love
- 2017: Outcast (Fernsehserie, 1 Episode)
- 2017: Queen Sugar (Fernsehserie, 1 Episode)
- 2017–2019: Living the Dream (Fernsehserie, 4 Episoden)
- 2018: American Animals
- 2018: Venom
- 2018: Hap and Leonard (Fernsehserie, 5 Episoden)
- 2019: The Highwaymen
- 2020: Dought